# Luke Jensen
Luke Jensen (nascido em 18 de junho de 1966) é um ex-tenista profissional norte-americano.
Luke é um dos raríssimos tenistas que são ambidestros.

## Carreira
Cursou a Universidade da Califórnia do Sul entre 1986 e 1987, e ganhou homenagens individuais pela All-American em dois anos (dupla em 1987). Compilou um recorde de 106-57 em temporadas de sete anos e meio como treinador de tênis feminino da Universidade de Syracuse, renunciando em janeiro de 2014 a fim de buscar novas oportunidades profissionais. Conquistou dez títulos de duplas em sua carreira, incluindo um da Grand Slam. Atualmente, atua como comentarista da ESPN.[carece de fontes?]